# Copa Constitució 2022
La Copa Constitució 2022 è stata la 31ª edizione della Coppa di Andorra di calcio, iniziata il 16 gennaio 2022 e terminata il 29 maggio 2022. Il Sant Julià era la squadra campione in carica. L'Atlètic Escaldes ha conquistato il trofeo per la prima volta nella sua storia.

## Turno eliminatorio
| 16 gennaio 2022    |       |                 |
| UE Santa Coloma    | 6 - 2 | Encamp          |
| Inter Escaldes     | 3 - 0 | Sant Julià      |
| Ordino             | 0 - 2 | FC Santa Coloma |
| CF Atlètic Amèrica | 0 - 2 | Penya Encarnada |
| Rànger's           | 0 - 5 | Engordany       |
| Carroi             | 2 - 1 | FS La Massana   |

## Quarti di finale
| 23 gennaio 2022  |             |                 |
| Atlètic Escaldes | 2 - 0       | UE Santa Coloma |
| Inter Escaldes   | 1 - 0 (dts) | FC Santa Coloma |
| Penya Encarnada  | 0 - 3 (dts) | Engordany       |
| Extremenya       | 1 - 0       | Carroi          |

## Semifinali
| 6 aprile 2022    |                 |                |
| Engordany        | 1 - 1 (2-4 dtr) | Extremenya     |
| 7 aprile 2022    |                 |                |
| Atlètic Escaldes | 2 - 2 (4-2 dtr) | Inter Escaldes |

## Finale
| Arbitro: | Maciel de Queiros |

|                                                       |           |            |
| Sánchez 31’ Garrido 61’ San Nicolás 64’ Rodrígues 90’ | Marcatori | 14’ Andrés |